# Атанас Скатов
Атанас Скатов е български алпинист, веган, агроном по растителна защита. Заедно с Боян Петров е българинът с най-много изкачени осемхилядници – 10 от 14, като един от тях, Еверест, дори е качвал два пъти. На един от тях е бил без допълнителен кислород, на три без личен шерпа. Скатов е първият българин, изкачил седемте континентални първенци (т. нар. Седем върха (2013 – 2017). Той е и първият веган, изкачил Еверест. Загива на 5 февруари 2021 г. след неуспешен опит за изкачване на К2, при падане на слизане от лагер 3.

## Биография
Роден е на 11 март 1978 година в Сливен като Атанас Георгиев Димитров, но в 2009 година сменя фамилията си на Скатов. Учи в техникум по  по електроника и електротехника ( ТЕЕ " Мария Кюри") в Сливен от 1991 до 1996 г. Завършва Аграрния университет в Пловдив през 2001 г. като магистър по растителна защита, първенец на випуска. По време на следването си печели два конкурса за стипендии по Еразмус/Сократес и Темпус и следва два семестъра 1999 и 2000 г. в Хумболтовия университет в Берлин, Германия, а от 2001 до 2004 г. е редовен докторант там в две катедри – градинарство и фитомедицина (растителна защита). През февруари 2005 г. защитава докторат на тема: „Интегрирано производство на домати (Lycopersicon esculentum) в оранжерия при особено внимание към интегрираната и биологичната борба срещу оранжерийната белокрилка (Trialeurodes vaporariorum Westwood)“.
Има един син, роден в 2009 година.

### Веганство
В края на 2011 г. в Скатов се заражда идеята да преустанови консумацията на животинска храна (защото за животинската храна трябват много повече ресурси, отколкото за растителната) и да изкачва най-високите върхове на всички континенти, както и всички най-високи върхове над 8000 метра без консумация на животинска храна. Така той събира веганството и туризма в своя първи проект: „Изкачване на 7-те континентални първенци като веган“. който осъществява през периода 2013 – 2017.
Атанас Скатов решава да стане веган в 2012 година и да изследва този начин на хранене, изкачвайки най-високите върхове на света за тестване на физическите и психическите показатели, защото височинният туризъм е занимание, което в много висока степен натоварва тялото и психиката.
Изнася презентации из цялата страна и организира мотивационни срещи, участва в десетки интерюта.

### Спортна дейност
До лятото на 2010 година Скатов не се занимава с планинарство и не тренира спорт. След това три поредни години (2010, 2011 и 2012) преминава маршрута Ком – Емине; включва се и в състезания по планинско колоездене.
През 2013 година изкачва два петхилядника (Ухуру и Елбрус), пробва се и на шестхилядник (Аконкагуа) и седемхилядника Абу Али ибн Сина, като максималната достигната височина е 6900 м по склона на 7134-метровия Абу Али ибн Сина. През 2014 година стъпва на осемхилядник – Еверест. В тази и в следващите експедиции използва услугите на носачи и допълнителен кислород. Самият той до 2018 година не се нарича алпинист. През същата 2014 година изкачва и първенците на Антарктида и Австралия (версия Карстенс).
През 2014 г. изкачва за първи път Еверест (24 май) от север (Тибет), с употреба на допълнителен кислород и носачи, в състава на международна експедиция. Постижение, което ще повтори на 22 май 2017 г., но този път по маршрута от юг (Непал).
През 2015 г. започва своя втори проект „Изкачване на 14-те най-високи върха на планетата (Хималайската корона) без консумация на храна от животински произход“ с експедиция на осмия по височина връх на планетата и дотогава неизкачен от българин – Манаслу, 8163 m. Прави три поредни опита за атака и на 1 октомври с изгрева на слънцето в 5:50 ч. е на върха. На 30 септември, денонощие преди него, върхът е достигнат от друг български алпинист, Боян Петров, за когото това е първа атака. Така Скатов става вторият българин, изкачил Манаслу.
През 2016 г. Скатов взима участие в три експедиции на върхове над 8000 m в Хималаите преди мусоните, две от които успешни. На Анапурна (8091 m), десети по височина връх на планетата и най-смъртоносния, на 16 април достига с още 5 алпинисти до 7700 m, но поради лошо време слиза в базовия лагер. На 1 май 2016 г. изкачва успешно върха. Веднага след Анапурна се отправя към съседния Дхаулагири, като на 15 май достига до 7900 m под върха, който е висок 8172 m. Няма време за втора атака, защото в плана му е и петият по височина връх на света – Макалу (8483 m). С едва ден почивка след Дхаулагири, Скатов се отправя към Макалу, а само след една нощ в базовия му лагер той тръгва отново да го изкачва, имайки вече много добра аклиматизация. На 23 май в 12 ч. Скатов развява своите знамена от най-високата точка – експедиция на Макалу за 115 часа, с една нощувка в базовия лагер преди атаката.
Само две седмици след завръщането си от 80-дневната тройна експедиция в Непал, на 15 юни 2016 г. Атанас Скатов заминава за Пакистан, където се включва в експедиция за изкачване на Гашербрум I и Гашербрум II. След близо един месец престой за аклиматизация в базовия лагер на Гашербрум, на 21 юли той се отправя към Лагер 1 и в атака на Гашербрум II, но започва снеговалеж и Скатов слиза в Базовия лагер, решавайки да преустанови експедицията.
През 2017 г. Скатов взима участие в две експедиции на върхове над 8000 m в Хималаите. На 16 май изкачва връх Лхоце (8516 m), заедно с индиец, новозеландка и двама ирландци, по предварително фиксирани от шерпите въжета. Това е второ българско изкаване на четвъртия по височина връх на планетата след соловото, безкислородно на Христо Проданов през 1981 г. Веднага след връх Лхотце Скатов се придвижва до последния (четвърти) лагер на Еверест за атака към Покрива на света, но лошото време го връща назад. Изчаква 3 дни за подходящо време в лагер 2 на 6500 m и на 22 май изкачва връх Еверест (8848 m) по Югоизточния гребен. Скатов осъществява изкачването на двата осемхилядника за 5 дни и 11 часа.
Само седмица след завръщането си в България от Хималаите, Скатов се отправя към Аляска, за да завърши първия си проект с континенталните първенци. Солово, на 20 юни изкачва първенеца на Северна Америка – Денали и става първият българин и веган, изкачил „Седемте върха“.
През предмусонния период на 2018 г. Скатов успява да изкачи шестия по височина връх на планетата Чо Ойю (8188 m) – на 13 май, по нормалния маршрут от северозапад, без употреба на кислород и носачи. Времето при изкачването е много добро, но преди това е бил принуден да изчака три дни стихването на ураганния вятър в Лагер 2 на 7150 m.
През 2019 г. изкачва 4 осемхилядника: на 15 май 2019 г. – връх Кангчендзьонга в Хималаите (8586 m), през юли – последователно Гашербрум I и ll, а през октомври 2019 г. – връх Дхаулагири. Двата върха Гашербрум изкачва в рамките на 6 дни без използване на личен носач.

## Алпийски експедиции
| Година | Връх             | Височина | Планина      | Държава    | Бележки                                                      |
| ------ | ---------------- | -------- | ------------ | ---------- | ------------------------------------------------------------ |
| 2013   | Ухуру            | 5895 m   | Килиманджаро | Танзания   |                                                              |
| 2013   | Елбрус           | 5642 m   | Кавказ       | Русия      |                                                              |
| 2013   | Ленин            | 7134 m   | Памир        | Киргизстан | до 6900 m                                                    |
| 2014   | Аконкагуа        | 6962 m   | Анди         | Аржентина  |                                                              |
| 2014   | Еверест север    | 8848 m   | Хималаи      | Китай      | 12-о българско изкачване                                     |
| 2014   | Карстенс пирамид | 4884 m   | Maoke        | Индонезия  |                                                              |
| 2014   | Винсън масив     | 5140 m   | Елсуърт      | Антарктида |                                                              |
| 2015   | Манаслу          | 8163 m   | Хималаи      | Непал      | Второ българско изкачване                                    |
| 2016   | Анапурна I       | 8091 m   | Хималаи      | Непал      |                                                              |
| 2016   | Даулагири        | 8172 m   | Хималаи      | Непал      | до 7900 m                                                    |
| 2016   | Макалу           | 8485 m   | Хималаи      | Непал      | Експедиция за 4 дни                                          |
| 2016   | Гашербрум II     | 8035 m   | Каракорум    | Пакистан   | До 6350 m                                                    |
| 2017   | Лхотце           | 8516 m   | Хималаи      | Непал      | Второ българско изкачване                                    |
| 2017   | Еверест юг       | 8848 m   | Хималаи      | Непал      |                                                              |
| 2017   | Денали           | 6197 m   | Денали       | САЩ        |                                                              |
| 2018   | Чо Ойю           | 8201 m   | Хималаи      | Непал      | без шерпи/без кислород                                       |
| 2019   | Канчендзьонга    | 8586 m   | Хималаи      | Непал      |                                                              |
| 2019   | Гашербрум I      | 8068 m   | Каракорум    | Пакистан   | без шерпи                                                    |
| 2019   | Гашербрум II     | 8035 m   | Каракорум    | Пакистан   | без шерпи                                                    |
| 2019   | Даулагири        | 8172 m   | Хималаи      | Непал      |                                                              |
| 2021   | К2 (Чогори)      | 8611 m   | Каракорум    | Пакистан   | до 7300 м Неуспешно изкачване. Загива на слизане към Лагер 3 |

## Книги
1. Еверест: Богинята майка на Вселената, 2015 г.[19][20]
2. Над 8000 метра: Манаслу, 2018 г.[21]
3. Над 8000 метра: Анапурна, Дхаулагири, Макалу, 2018 г.[22]
4. Над 8000 метра: Гашербрум, 2018 г.[23]
5. Над 8000 метра: Лхотце и Еверест на един дъх, 2019 г.[24]
6. Над 8000 метра: Чо Ою, 2019 г.[25]
7. Седемте континентални първенеца, 2020 г.[26]

## Филми
1. Експериментът Скатов
2. Координати Лхотце – Еверест: Дневникът на Атанас Скатов. 20 декември 2017[27]
3. С Атанас Скатов из Сливенския Балкан[28]
4. Трудният път към върха[29]

## Награди
- През 2015 година получава званието почетен гражданин на град Сливен[30]

- През 2016 година е удостоен с грамота за цялостен принос за развитието на град Сливен.[31]
- През 2018 година Скатов получава награда за спортист на май – традиционната значка „Златна България“.[32]
- 2019 година: награда на b2b Media „Зелена личност“,[33] наградата „Сребърен сокол“ за спортисти, проявили огромна смелост в своята област,[34] титлата Спортист № 1 на Варна,[35] почетен знак на БТС за особени заслуги,[36]

- 2020 година: На тържествена церемония в София получава приза „Почетен факлоносец на мира“ от организаторите на международната щафета „Пробег на мира“ (PeaceRun).[37]